# MGP 2018
MGP 2018 var  den 18. årlige MGP-sangkonkurrence for håbefulde sangere i alderen 8 til 15 år, der blev afholdt den 17. februar 2018 i Gigantium i Aalborg. Værterne var Mette Lindberg og Kristian Gintberg.
Mille vandt konkurrencen med sangen "Til Næste År" med 42% procent af seernes stemmer.
Deltagerne blev afsløret den 19. januar 2018.

## Deltagere
| Nr | Deltagere              | Fulde navn                                                               | Sang                     | Resultat      |
| -- | ---------------------- | ------------------------------------------------------------------------ | ------------------------ | ------------- |
| 1  | Ella, Klara, og Sidsel | ?                                                                        | "Godt at Være Venner"    | Ude           |
| 2  | The One & Only Boyband | Jacob Buchardt Jürgensen, ?                                              | "Dine Rettigheder"       | Ude           |
| 3  | Melissa & Victoria     | ?                                                                        | "Jeg Elsker Dig"         | Superfinalist |
| 4  | Mille                  | Mille Liendgaard                                                         | "Til Næste År"           | Superfinalist |
| 5  | Toby Oby               | Tobias Fyhn Myhre                                                        | "YouTube"                | Ude           |
| 6  | The Angels             | Freja Holm Nielsen, Sarah Gamby, Emilie Holm Nielsen, Maia Schnegelsberg | "Nu og Her"              | Ude           |
| 7  | A&T                    | Albert (?), Tobias (?)                                                   | "Det Du Gør"             | Ude           |
| 8  | Milo                   | Emil Juul Mikkelsen                                                      | "Se Mig"                 | Ude           |
| 9  | Thea og Rita           | ?                                                                        | "Hvis Børn Ku, Bestemme" | Ude           |
| 10 | Celina                 | Celina Sita Holm Simonsen                                                | "Maskebal"               | Superfinalist |

### Superfinale
I superfinalen skal de tre mest populære fra første runde synge igen, og seerne stemme endnu engang, hvorved den endelige vinder bliver fundet og får en pokal.
| Nr | Deltager           | Sang             | Procent | Placering |
| -- | ------------------ | ---------------- | ------- | --------- |
| 1  | Melissa & Victoria | "Jeg Elsker Dig" | 26%     | 3         |
| 2  | Mille              | "Til Næste År"   | 42%     | 1         |
| 3  | Celina             | "Maskebal"       | 32%     | 2         |